# Пытниково
Пытниково (болг. Пътниково) — село в Болгарии. Находится в Хасковской области, входит в общину Стамболово. Население составляет 70 человек.

## Политическая ситуация
В местном кметстве Пытниково, в состав которого входит Пытниково, должность кмета (старосты) исполняет Орхан  Хасанбекир Хасан (Движение за права и свободы (ДПС)) по результатам выборов правления кметства.
Кмет (мэр) общины Стамболово — Гюнер Фариз Сербест (Движение за права и свободы (ДПС)) по результатам выборов в правление общины.